# Om Juncshol
Om Juncshol (hangul: 엄윤철, handzsa: 嚴潤哲, RR: Om Yun Chol; Észak-Hamgjong, 1991. november 18. –) észak-koreai súlyemelő, az Amnokkang Sportegyesület tagja. A 2012. évi nyári olimpiai játékokon légsúlyban aranyérmet szerzett.